# Lovas-festő
A Lovas-festő az i. e. 6. század közepén Lakóniában alkotó görög vázafestő volt, egyike a lakóniai vázafestészet öt legjelentősebb alakjának. Pontos születési és halálozási dátuma nem ismert, és mivel nem szignálta alkotásait, neve sem maradt ránk. Egy lovast ábrázoló, Londonban őrzött csészéjéről nevezték el.
I. e. 560 körül kezdhette karrierjét, és a század harmadik negyedéig lehetett aktív.  A lakóniai mesterek második generációjához tartozott; a Vadászat-festő kortársa volt. Nem volt kiemelkedően tehetséges mester, de változatos témákat, csoportos jeleneteket meglehetősen egyéni módon ábrázolt. 
Egyes vélemények szerint csak annyival járult hozzá a lakóniai festészethez, hogy másolta a legnagyobb helyi mester, a Naukratisz-festő munkáit, így jobban lehetővé vált a nagy előd munkásságának megismerése. Számos vázája sértetlenül került elő etruszk sírokból, míg a Naukratisz-festőhöz köthető edények jelentős részét töredékes állapotban találták meg a szamoszi héraionban.
Egyik ismertebb alkotásán Polüphémosz megvakítása látható, ahol a festő az archaikus görög elbeszélésmódnak megfelelően az egész folyamatot egy képbe sűrítette. Más csészéin a lovasok és lakomázók mellé szárnyas figurákat festett; ez egyfajta utalás lehetett heroizált elhunytakra, bár ez eléggé szokatlan lenne az ilyen nem helyi használatra készült, legtöbbször exportált ivóedény-típus esetében. Ismert egy hozzá köthető állatfrízzel, Héraklész és kentaurok küzdelmével, valamint táncoló kómoszokkal díszített dinosz is, egy a lakóniai vázafestészetben szokatlan edényforma.